# Алея на космонавтите (Ловеч)

Алея на космонавтите е паметна алея в град Ловеч. Създадена е от космонавти и астронавти от различни държави посетили града.
Началото на създаването на Алеята на космонавтите е поставено на 10 октомври 1988 г. от космонавти участници в Четвъртия конгрес на Асоциацията на участници в космически полети. При посещение в град Ловеч всеки един от тях засажда бреза в централната част на града до западния бряг на река Осъм. Първата бреза засажда летец-космонавт Георги Иванов. Последват го Ръсел Швейкарт, Светлана Савицкая, Джон Бартоу, Виталий Севастянов, Уолтър Кънингам, Джон Фейбиън, Георгий Гречко, Тейлър Уонг, Игор Волк, Скот Карпентър, Николай Рукавишников и др. До всяка бреза е поставен паметен знак с името на космонавта, който я е засял.
През 1999 г. по време на честванията на 20-годишнината от полета на Георги Иванов, своите брези засаждат Виктор Савиних, Алексей Леонов и ръководителя на българската космическа програма Димитър Мишев.
През 2004 г. по повод 25-годишнината от полета на Союз 33 към алеята се добавят брезите на Владимир Ляхов, Генадий Стрекалов, Думитру Прунариу, Берталан Фаркаш, Александър Александров и Талгат Мусабаев. Георги Иванов засажда бреза в памет на загинали космонавти.
През 2009 г. по повод 30-годишнината от полета на Союз 33 своята бреза засажда Валерий Рюмин, Елена Кондакова, Анатолий Соловьов и Красимир Стоянов, а през 2014 г. за 35-годишнинината и Павел Виноградов, Мирослав Хермашевски и Владимир Ремек.
Днес в Алеята на космонавтите растат 38 космически брези. Оформена е като малък парк и е място за памет и отдих.
Алея на космонавтите има още в космодрума Байконур, Морската градина в град Варна и в Пловдив на Хълма на освободителите.